# Le Silencieux
Pour les articles homonymes, voir Silencieux.
Pour plus de détails, voir Fiche technique et Distribution.
Le Silencieux est un thriller franco-italien co-écrit et réalisé par Claude Pinoteau, sorti en 1973. Il s’agit de l’adaptation du roman Drôle de pistolet de Francis Ryck (1969).

## Synopsis
À l'occasion de la venue à Londres d'une délégation scientifique soviétique, les services secrets britanniques enlèvent un de ses membres et le font passer pour mort. Il s'agit d'un savant français, Clément Tibère, enlevé par le KGB seize ans plus tôt. Refusant de collaborer dans un premier temps conscient des dangers mortels qui l'attendent, Tibère finit par accepter de participer au démantèlement du réseau d'espionnage soviétique au Royaume-Uni. Les Britanniques le relâchent alors sous une nouvelle identité et de quoi refaire sa vie "à l'Ouest". Immédiatement, le KGB le pourchasse pour l'éliminer, en tuant au passage tous ceux qu'il approche. Très seul et désespéré, il regagne la France et se bat dans l'espoir de trouver un moyen d'échapper à la chasse à l'homme.

## Fiche technique
- Titre original : Le Silencieux
- Réalisation : Claude Pinoteau, assisté de Jean-Claude Sussfeld
- Scénario : Jean-Loup Dabadie et Claude Pinoteau, d'après le roman Drôle de pistolet de Francis Ryck (1969)
- Décors : Claude Pignot
- Photographie : Jean Collomb
- Son : Bernard Bats
- Montage son : Catherine Kelber
- Montage : Marie-Josèphe Yoyotte
- Musique : Jacques Datin et Alain Goraguer - et l' "Ouverture pour une Fête académique", de Brahms. et concerto pour violon de JS Bach BWV 1042
- Production : Alain Poiré
- Sociétés de production : Gaumont ; Medusa film
- Société de distribution : Gaumont
- Pays d'origine :  France et  Italie
- Langues originales : français, anglais, russe
- Format : couleur — 35 mm — 1,66:1 — Son : Mono
- Durée : 117 minutes
- Genre : thriller, espionnage
- Dates de sortie : 
  - France : 21 février 1973
- Affiche : Charles Rau (France)

## Distribution
- Lino Ventura : Clément Tibère
- Lea Massari : Maria Menela
- Suzanne Flon : Jeanne, l'épouse d'un ami de Clément qui l'héberge à Paris
- Leo Genn : le gentleman du MI5
- Bernard Dhéran : monsieur Chat, un agent de la DST
- Robert Party : le tueur dans le train
- Pierre-Michel Le Conte : Boris Korodine, un chef d'orchestre et espion soviétique
- Lucienne Legrand : la libraire
- Alan Adair
- Jerry Brouer
- Gabriel Cinque
- Pierre Collet : le garagiste
- Roger Crouzet : un agent de la DST
- André Falcon : le commissaire de police
- Pierre Forget : le fumeur dans le train
- Michel Duplaix : un analyste de la DST
- Michel Fortin : le camionneur
- Max Fournel
- Linda Gray[1] : Ms Hardy, la scientifique britannique corrompue
- Robert Hardy : l'un des adjoints au MI5 britannique
- George Pravda
- Richard Saint-Bris
- Pierre Zimmer : le nouveau mari de Maria
- Jeffry Wickham : l'agent interprète du KGB, encadrant la délégation soviétique

## Musique
La chanteuse de rock britannique Jenny Darren (en) a enregistré la chanson intitulée How Soon Hello Becomes Goodbye dont une version instrumentale figure dans le film. L’enregistrement a été publié par Decca Records comme face B de la version de Darren du tube de Phil Spector, Be My Baby. Le single, qui a été produit et arrangé par le pianiste Mike Moran (collaborateur de Lynsey de Paul), a été publié en France, en Belgique et au Royaume-Uni. La chanson a été écrite par J. Datin, A. Goraguer et B. Mason. Plus tard, en 1977, Jenny Darren a collaboré avec AC/DC lors de la tournée Dirty Deeds.